# Roscoe Arbuckles filmografi
Dette er en fortegnelse over den amerikanske stumfilmskuespiller, komiker, instruktør og manuskriptforfatter Roscoe Arbuckles film. Film markeret med en diamant (♦) blev instrueret af og med Arbuckle. Han brugte navnet William Goodrich på de film, han instruerede fra 1924 og fremefter.
Arbuckles film deler mange stumfilms skæbne. Af de hundredvis af kortfilm, som han optrådte i mellem 1909 og 1933, vides kun omkring halvdelen at have overlevet, og mange eksisterer kun i fragmentarisk form. Yderligere er der ingen enkelt kilde, hvorfra det resterende Arbuckle-bibliotek kan tilgås. Overlevende tryk, negativer, stillbilleder og andre materialer er spredt rundt om på kloden, hvor de ligger hos forskellige virksomheder, statslige institutioner, på museer og hos private samlere. 
Som skuespiller: Tidlige år - 1913 - 1914 - 1915 - 1916 - 1917 - 1918 - 1919 - 1920 - 1921 - Senere år
Som instruktør: 1910s - 1922 - 1924 - 1925 - 1926 - 1927 - 1930 - 1931 - 1932 - Referencer

## Som skuespiller

### Tidlige år
- Ben's Kid (1909)
- Mrs. Jones' Birthday (1909)
- Making It Pleasant for Him (1909)

- The Sanitarium (1910)
- A Voice from the Deep (1912)

### 1913
- Help! Help! Hydrophobia!
- Safe in Jail
- Murphy's I.O.U.
- Alas! Poor Yorick!
- That Ragtime Band
- The Foreman of the Jury
- The Gangsters
- Passions, He Had Three
- The Waiters' Picnic
- Peeping Pete
- A Bandit
- For the Love of Mabel
- The Telltale Light
- A Noise from the Deep
- Love and Courage
- Professor Bean's Removal
- Almost a Rescue
- The Riot

- Mabel's New Hero
- Mabel's Dramatic Career
- The Gypsy Queen
- The Faithful Taxicab
- When Dreams Come True
- Mother's Boy
- Fatty's Day Off
- Two Old Tars
- A Quiet Little Wedding
- The Speed Kings
- Fatty at San Diego
- Wine
- Fatty Joins the Force
- The Woman Haters
- A Ride for a Bride
- Fatty's Flirtation
- His Sister's Kids
- Some Nerve
- He Would a Hunting Go

### 1914
- A Misplaced Foot
- Caught in a Flue
- The Under-Sheriff
- A Flirt's Mistake
- In the Clutches of the Gang
- Rebecca's Wedding Day
- A Robust Romeo
- Twixt Love and Fire
- A Film Johnnie
- Tango Tangles
- His Favorite Pastime
- A Rural Demon
- Barnyard Flirtations ♦
- Chicken Chaser ♦
- A Bath House Beauty ♦
- Where Hazel Met the Villain ♦
- A Suspended Ordeal ♦
- The Water Dog ♦
- The Alarm ♦
- Our Country Cousin
- The Knockout
- Fatty and the Heiress ♦
- Fatty's Finish ♦
- Love and Bullets ♦
- A Rowboat Romance ♦
- The Sky Pirate ♦
- Bombs and Bangs

- Those Happy Days ♦
- That Minstrel Man ♦
- Those Country Kids ♦
- Fatty's Gift ♦
- The Masquerader
- His New Profession
- The Baggage Smasher
- A Brand New Hero ♦
- The Rounders
- Lover's Luck ♦
- Fatty's Debut ♦
- Killing Horace
- Fatty Again ♦
- Their Ups and Downs ♦
- Zip, the Dodger ♦
- Lovers' Post Office ♦
- An Incompetent Hero ♦
- Fatty's Jonah Day ♦
- Fatty's Wine Party ♦
- The Sea Nymphs ♦
- Among the Mourners
- Leading Lizzie Astray  ♦
- Shotguns That Kick ♦
- Fatty's Magic Pants ♦
- Fatty and Minnie He-Haw  ♦

### 1915
- Mabel and Fatty's Married Life  ♦
- Rum and Wall Paper
- Mabel and Fatty's Wash Day  ♦
- Mabel, Fatty and the Law  ♦
- Mabel and Fatty's Simple Life  ♦
- Fatty and Mabel at the San Diego Exposition  ♦
- Fatty's New Role  ♦
- Hogan's Romance Upset
- Fatty's Reckless Fling  ♦
- Fatty's Chance Acquaintance ♦
- Fatty's Faithful Fido ♦

- That Little Band of Gold ♦
- Wished on Mabel
- When Love Took Wings ♦
- Mabel's Wilful Way
- Miss Fatty's Seaside Lovers ♦
- Fatty's Plucky Pup ♦
- The Little Teacher
- Fatty's Tintype Tangle ♦
- Fickle Fatty's Fall♦
- A Village Scandal ♦
- Fatty and the Broadway Stars ♦

### 1916
- Fatty and Mabel Adrift ♦
- He Did and He Didn't ♦
- Bright Lights ♦
- His Wife's Mistakes ♦

- The Other Man
- The Waiters' Ball ♦
- A Creampuff Romance ♦

### 1917
- The Butcher Boy ♦
- Den falske Romeo ♦
- The Rough House ♦
- His Wedding Night ♦

- The Late Lamented  (unconfirmed)
- Oh Doctor! ♦
- Coney Island ♦
- A Country Hero ♦

### 1918
- A Scrap of Paper ♦
- Out West ♦
- The Bell Boy ♦
- Moonshine ♦

- Good Night, Nurse! ♦
- The Cook ♦
- The Sheriff ♦

### 1919
- Camping Out ♦
- The Pullman Porter ♦
- Love ♦
- The Bank Clerk ♦

- A Desert Hero ♦
- Back Stage ♦
- The Hayseed ♦

### 1920
- The Garage ♦
- The Round-Up (Library of Congress) spillefilm

- The Life of the Party (Library of Congress, Gosfilmofond) spillefilm

### 1921
- Leap Year ♦ (*Library of Congress) spillefilm
- The Fast Freight (*tabt) spillefilm
- Brewster's Millions (*tabt) spillefilm
- The Dollar-a-Year Man (*tabt) spillefilm

- Traveling Salesman (*George Eastman House) spillefilm
- Gasoline Gus (*Gosfilmofond) spillefilm
- Crazy to Marry (*Gosfilmofond) spillefilm

### Senere år
- Hollywood (1923) cameo som arbejdsløs skuespiller
- Go West (1925)
- Listen Lena (1927)
- The Back Page (1931) ♦
- Hey, Pop! (1932)

- In the Dough (1932)
- Buzzin' Around (1933)
- How've You Bean? (1933)
- Close Relations (1933)
- Tomalio (1933)

## Som instruktør

### 1910s
- Mabel and Fatty Viewing the World's Fair at San Francisco (1915)

- The Moonshiners (1916)

### 1922
- Special Delivery

### 1924
- Stupid, But Brave

### 1925
- The Iron Mule
- Curses!
- The Tourist

- The Movies
- Cleaning Up
- The Fighting Dude

### 1926
- My Stars
- Home Cured
- Fool's Luck

- His Private Life
- One Sunday Morning

### 1927
- The Red Mill
- Peaceful Oscar

- Special Delivery

### 1930
- Si Si Senor
- Won by a Neck

- Up a Tree

### 1931
- Three Hollywood Girls
- Marriage Rows
- Pete and Repeat
- Ex-Plumber
- Crashing Hollywood
- Windy Riley Goes Hollywood
- The Lure of Hollywood
- That's My Line
- Honeymoon Trio
- Up Pops the Duke

- Beach Pajamas
- Take 'em and Shake 'em
- That's My Meat
- One Quiet Night
- Queenie of Hollywood
- Once a Hero
- The Tamale Vendor
- Idle Roomers
- Smart Work

### 1932
- It's a Cinch
- Moonlight and Cactus
- Keep Laughing
- Anybody's Goat
- Bridge Wives

- Hollywood Luck
- Hollywood Lights
- Gigolettes
- Niagara Falls